# Cantone di Montúfar
Il cantone di Montúfar è un cantone dell'Ecuador che si trova nella provincia del Carchi.
Il capoluogo del cantone è San Gabriel.

## Suddivisione
Il cantone è suddiviso nelle seguenti parrocchie (parroquias):
- parrocchie urbane: San Gabriel, San Jose y Gonzales Suarez
- parrocchie rurali: Fernández Salvador, Piartal, Cristobal Colón, La Paz, Chitan de Navarrete.